# Ignasi Macaya Santos de Lamadrid
Ignasi Macaya Santos de Lamadrid   (Barcelona, 2 de desembre de 1933 - Barcelona, 5 de setembre de 2006) fou un jugador d'hoquei sobre herba, guanyador d'una medalla olímpica de bronze. Era cosí dels també jugadors d'hoquei sobre herba i medallistes olímpics Eduard Dualde i Joaquim Dualde.
El 1960 va prendre part en els Jocs Olímpics d'Estiu de Roma (Itàlia), on va aconseguir guanyar la medalla de bronze en la prova masculina d'hoquei sobre herba en representació de la selecció espanyola d'aquesta disciplina. En els Jocs Olímpics d'Estiu de 1964 realitzats a Tòquio (Japó) aconseguí guanyar un diploma olímpic en finalitzar quart en la competició masculina. Amb la selecció espanyola també destaquen una medalla d'or i una de plata als Jocs del Mediterrani de 1955 i 1963 respectivament.
A nivell de clubs jugà al Reial Club de Polo de Barcelona, amb qui guanyà sis Campionats de Catalunya (1954, 1955, 1957, 1958, 1960, 1962), sis Copes espanyoles (1957-60, 1962, 1964) i una lliga espanyola (1958).